# Obsession (Star Trek)
Pour les articles homonymes, voir Obsession.
Obsession (Obsession) est le treizième épisode de la deuxième saison de la série télévisée Star Trek. Il fut diffusé pour la première fois le 15 décembre 1967 sur la chaîne américaine NBC.
L'Enterprise rencontre une créature gazeuse responsable de la mort de plusieurs membres d'équipage sur l'USS Farragut en 2257, alors que le capitaine Kirk servait sur ce vaisseau. Kirk n'a plus alors qu'une seule obsession: poursuivre et détruire la créature.

## Distribution

### Acteurs principaux
- William Shatner — James T. Kirk (VF : Yvon Thiboutot)
- Leonard Nimoy — Spock (VF : Régis Dubost)
- DeForest Kelley — Leonard McCoy
- James Doohan — Montgomery Scott
- Nichelle Nichols — Uhura
- Walter Koenig — Pavel Chekov

### Acteurs secondaires
- Majel Barrett - Infirmière Christine Chapel
- Stephen Brooks - Enseigne Garrovick
- Jerry Ayres - Enseigne Rizzo
- William Blackburn - Lieutenant Hadley
- Eddie Paskey - Lieutenant Leslie
- Frank Da Vinci - Lieutenant Brent

## Résumé
L'USS Enterprise arrive en orbite d'une planète possédant de nombreux dépôts de tritanium. Sur place le capitaine Kirk sent une forte odeur de miel et prévient ses hommes d'un danger potentiel. Toutefois, un groupe de trois hommes se retrouvent attaqués par une forme de gaz qui les asphyxie en absorbant l'intégralité de leurs globules rouges. Kirk et Spock découvrent qu'un homme a survécu, l'enseigne Rizzo. Kirk se rappelle avoir été face à une entité similaire onze ans auparavant alors qu'il n'était que simple lieutenant à bord de l'USS Farragut. La créature avait alors tué plus de deux cents hommes, y compris le capitaine Garrovick, qui était un modèle pour Kirk.
Kirk est obsédé par l'idée de retrouver et tuer cette entité, y compris à retarder le départ de l'Enterprise. Celle-ci doit rencontrer l'USS Yorktown afin de lui transférer du matériel médical urgent pour la planète Theta VII. Il ordonne des recherches à Spock et au docteur McCoy afin qu'ils trouvent un moyen de vaincre l'entité. À bord du vaisseau, Kirk obtient le soutien de l'enseigne Garrovick, le fils du capitaine Garrovick. Celui-ci fait partie d'une expédition menée de nouveau sur la planète inconnue afin de chasser l'entité. Toutefois au cours de celle-ci deux hommes trouvent une fois de plus la mort.
Une réunion a lieu dans laquelle Kirk met l'enseigne Garrovick aux arrêts pour avoir hésité à tirer sur l'entité. Spock et McCoy découvrent la vérité sur le passé de Kirk et tentent de le raisonner. Selon McCoy Kirk est obsédé par la créature car lui-même s'est retrouvé dans la même situation que l'enseigne Garrovick. Toutefois le nuage s'échappe de la planète et Kirk le poursuit à Warp 8, la vitesse maximale utilisable par l'Enterprise. Ils tentent alors de tirer dessus avec leurs phasers et des torpilles à photons mais cela n'affecte pas la créature. La poursuite s'arrête lorsque Scotty explique que le vaisseau risque de se disloquer s'ils continuent à maintenir cette vitesse. Le nuage englobe le vaisseau et tente de rentrer dans le système de ventilation.
Kirk, Spock et McCoy conviennent que le nuage est une créature intelligente qui a reconnu en l'Enterprise un agresseur. Alors que Spock discute avec Garrovick, ils s'aperçoivent que le nuage entre par le système de ventilation de la cabine. Spock réussit à sauver Garrovick, le nuage n'ayant aucune attirance pour le sang vulcain. Après avoir admis que ni lui, ni Garrovick n'ont de regret à avoir pour n'avoir pas tiré, les phasers n'ayant aucun effet sur l'entité, Kirk commence à prévoir un plan d'attaque. Il se téléporte avec Garrovick sur la planète où ils avaient rencontré le nuage, onze ans auparavant et l'attirent à l'aide de bocaux contenant de l'hémo-plasma. Servant d'appât à la créature, ils se téléportent dans le vaisseau quelques secondes avant l'explosion d'une bombe d'antimatière qui détruit le nuage.

### Continuité
- Le personnage d'Hikaru Sulu n'apparaît pas dans cet épisode.
- Comme dans l'épisode Ils étaient des millions le sang de Spock repousse une créature se nourrissant de composant humains.
- Le lieutenant Leslie, qui meurt au début de cet épisode, réapparait en arrière-plan, vivant, au cours de l'épisode. Le personnage revient dans les épisodes suivants.
- L'épisode entre en contradiction avec l'épisode Cour Martiale où il est expliqué que Kirk avait servi à bord de l'USS Republic.

## Production

### Écriture
Tout comme l'épisode La Machine infernale l'idée à l'origine de l'épisode s'inspire de l'intrigue du roman Moby Dick. L'idée avait été proposée par le producteur exécutif Gene Roddenberry pour la première saison le 22 avril 1966. L'épisode nommé "Obsession" est débuté par le scénariste le 19 mai 1967, le script est finalisé le 29 août 1967 avant d'être partiellement réécrit par les producteurs Gene L. Coon et John Meredyth Lucas au cours des mois de septembre et octobre 1967.

### Tournage
Le tournage eut lieu du 9 au 16 octobre 1967 au studio de la compagnie Desilu sur Gower Street à Hollywood, sous la direction du réalisateur Ralph Senensky. Le 13 octobre, Senensky quitte le tournage quelques heures pour respecter le Yom Kippur et John Meredyth Lucas prend sa place.
Au cours du tournage, l'effet de nuage est créé en utilisant une machine à fumée cachée derrière des rochers.

## Diffusion et réception critique

### Diffusion américaine
L'épisode fut retransmis à la télévision pour la première fois le 15 décembre 1967 sur la chaîne américaine NBC en tant que treizième épisode de la deuxième saison.

### Diffusion hors États-Unis
L'épisode fut diffusé au Royaume Uni le 13 juillet 1970 sur BBC One.
En version francophone, l'épisode fut diffusé au Québec en 1971. En France, l'épisode est diffusé le 2 août 1986 lors de la rediffusion de l'intégrale de Star Trek sur La Cinq.

### Réception critique
Dans un classement pour le site Hollywood.com Christian Blauvelt place cet épisode à la 54e position sur les 79 épisodes de la série originelle estimant que l'épisode permet de connaître un peu mieux la jeunesse du capitaine Kirk. Pour le siteThe A.V. Club Zack Handlen donne à l'épisode la note de B expliquant que si l'épisode n'est pas l'un des plus subtil de la série, il met en scène un capitaine Kirk plus complexe que dans le reste de la série. Toutefois il estime que l'épisode a beaucoup de défaut, notamment la nature du nuage, qui n'est jamais expliquée.

## Adaptations littéraire
L'épisode fut romancé sous forme d'une nouvelle de 29 pages écrite par l'auteur James Blish dans le livre Star Trek 9 un recueil compilant différentes histoires de la série et sortit en août 1973 aux éditions Bantam Books.
L'intrigue du passé de Kirk est revisité dans le roman "The Greater Good" se déroulant dans l'univers miroir de l'épisode Miroir. Dans cette version, Kirk fait exprès de ne pas sauver le capitaine Garrovick car celui-ci l'a humilié.

## Éditions commerciales
Aux États-Unis, l'épisode est disponible sous différents formats. En 1988 et 1990, l'épisode est sorti en VHS et Betamax. L'épisode sortit en version remastérisée sous format DVD en 1999 et 2004.
L'épisode connu une nouvelle version remasterisée sortie le 12 avril 2008 : l'épisode fit l'objet de nombreux nouveaux effets spéciaux, notamment les plans des planètes Argus X et Tycho IV vues de l'espace, les plans de l'Enterprise qui ont été refait à partir d'images de synthèse. Les plans du nuage et des tirs de phasers passant à travers ont été retravaillés. Cette version est comprise dans l'édition Blu-ray, diffusée en septembre 2009.
En France, l'épisode fut disponible avec l'édition VHS de l'intégrale de la saison 2 en 2000. L'édition DVD est sortie le 18 novembre 2004 et l'édition Blu-ray le 27 avril 2009.